# Эрувин
«Эрувин», или «Эрубин», «Эйрувин», др.-евр. עירובין‬, 'eruvin (мн. ч. от עירוב‬, «эрув», букв. «смешение») — трактат в Мишне, Тосефте, Вавилонском и Иерусалимском Талмуде, второй в разделе Моэд («Праздники»). Трактат, продолжая тему предыдущего трактата «Шаббат», излагает особую часть законов о субботе — учение об эрувах, двух видах допускаемых раввинами облегчений субботних запретов.

## Предмет рассмотрения
Закон Моисеев не даёт точного определения, какая именно работа запрещена в шаббат. Указания на это крайне немногочисленны и разбросаны по разным местам Пятикнижия, например: «оставайтесь каждый у себя [в доме своем], никто не выходи от места своего в седьмой день» (Исх. 16:29). При толковании этого запрета раввинами было введено понятие «техум» (תחום). Техум — это территория, разрешённая для перемещения в субботу. Если человек находится вне города, она составляет 2000 локтей во все стороны от места его пребывания (локоть, ивр. אמה‎ — единица длины, около 48 см.), а если в городе — 2000 локтей от специальным образом отмеренной границы, называемой иббур города (עיבורה של עיר). При этом было введено правило «смешения (эрува) техумов» — עירוב תחומין (эрув тхумин): человек может назначить местом своего пребывания не то место, где он находится, а другое (разумеется, лежащее в пределах техума), для чего следует заранее положить там какую-нибудь еду. Таким образом техум этого человека сдвигается на 2000 локтей в сторону и он получает возможность дойти в субботу, например, до близлежащего города.
Существует также древняя традиция запрета переноски вещей, упоминаемая, например, в книге пророка Иеремии: «Так говорит Господь: берегите души свои и не носите нош в день субботний и не вносите их воротами Иерусалимскими, и не выносите нош из домов ваших в день субботний, и не занимайтесь никакою работою, но святите день субботний так, как Я заповедал отцам вашим» (Иер. 17:21, 22).
Вещи в субботу разрешается перемещать только в пределах «частной области» (רשות היחיד), то есть местности, ограниченной со всех сторон — например, в доме, во дворе, в укреплённом лагере. Бывают, однако, частные области, разделённые правом собственности, когда, например, несколько домов выходят в общий двор, принадлежащий совместно всем домовладельцам. В этом случае каждый из них может перемещать вещи во дворе, а вносить со двора в дом и обратно не может, так как на них различается право собственности. Выход, однако, достигается с помощью обряда «смешения (эрува) дворов» — עירוב חצרות (эрув хацерот): все соседи накануне субботы приносят в дом к одному из них свою еду, чем символизируется общность стола и, следовательно, объединение прав собственности: дома всех соседей на время субботы становятся их общим владением, таким же, как и двор. Теперь все могут свободно переносить вещи даже из одного дома в другой.
Аналогично, в такую же частную область можно превратить целую улицу. Для этого в промежутках между домами (если они отстоят далеко друг от друга) нужно поставить ограду, хотя бы просто натянув верёвку на столбах, а в конце улицы устроить хотя бы символические ворота, поставив косяк или положив между домами перекладину. После этого совершается обряд «товарищества»: накануне субботы выставляется сосуд с едой и объявляется общей собственностью всех жителей. Таким образом можно объединить и весь город.
Выводы, следующие из логического развития постановлений о «эруве техумов» и «эруве дворов», получаются очень сложными, связанными в том числе с математикой, и Тосефта в конце этого трактата (11:23) справедливо замечает, что «правила субботнего отдыха принадлежат к тем отделам устного учения, в которых библейский текст весьма скуден, a галаха чересчур обильна: это горы, висящие на волоске». Трактат «Эрувин» считается в Талмуде одним из труднейших — в первую очередь, из-за применяемого там математического аппарата.

## Содержание
Трактат «Эрувин» в Мишне состоит из 10 глав и 96 параграфов. Как и многие другие трактаты, он начинается с числового правила (размеры входа в ограждение эрува), а заканчивается любопытным прецедентом (вопрос о нечистом животном, найденном в Иерусалимском храме).
- Глава первая определяет правила устройства в городе или в военном стане ограждения для того, чтобы объединить их в одну частную область. Ограда должна быть на высоте от 10 ладоней (ивр. טפח‎ — мера длины, примерно равная восьми сантиметрам) до 20 локтей. Вход при ширине до 10 локтей должен быть обозначен косяком или перекладиной, при большей ширине нужны полноценные ворота. Определяются параметры косяков и перекладины, обозначающих вход.
- Глава вторая трактует о том, каким образом общественную область (пространство вокруг колодца, сад и т. п.) можно превратить в частную, чтобы пользоваться ею в субботу. Обсуждаются вопросы о способе огораживания и о конфигурации отгороженного пространства. Для сада и других нежилых территорий устанавливается максимальный размер этого пространства в 5000 квадратных локтей. Он соответствует размеру двора скинии (Исх. 27:18); собственно, из Торы взяты и другие упомянутые размеры, только в Торе они не имеют прямого отношения к разбираемым в трактате вопросам.
- Глава третья разбирает вопрос о продуктах, годных для совершения эрува, а затем, по характерной для Талмуда ассоциации идей, переходит к теме эрува техумов. Обсуждаются вопросы действительности такого эрува и возможности совершить эрув с условием.
- Глава четвёртая рассматривает вопрос об определении зоны дозволенного в шаббат передвижения. Для того, чтобы человек, встретивший субботу вне города, имел 2000 локтей во все стороны, он должен определить место своего пребывания. Если он не определил его (например, из-за того что проспал наступление шаббата), он имеет для передвижения только 4 локтя (средний рост человека с поднятыми руками); то же самое — если его принудительно вывели за пределы техума. В связи с этим Мишна вспоминает прецедент, когда корабль был отнесён в субботу в море, и мнения находившихся на нём раввинов разошлись: двое из них передвигались по кораблю, а двое считали это запрещённым и оставались на месте. В другом случае корабль прибыл в порт в канун шаббата, и раббан Гамлиэль разрешил всем сойти, так как, согласно его наблюдениям, при наступлении шаббата корабль уже был в техуме города.
- Глава пятая описывает, каким образом устанавливается иббур и техум города. Иббур представляет собой описанный вокруг города ориентированный по сторонам света прямоугольник, техум — такой же прямоугольник, стороны которого отстоят от иббура наружу на две тысячи локтей. Обсуждается, в каком случае близлежащие города могут считаться единым пространством в отношении субботы.
- Глава шестая возвращается к теме эрува дворов и рассматривает случаи, когда этот эрув становится недействительным или наоборот — необязательным.
- Глава седьмая разбирает вопрос, когда несколько дворов считаются за один, и описывает порядок совершения эрува для целой улицы.
- Глава восьмая описывает особенности эрува, совершённого для целого города, и переходит к вопросу об использовании в субботу колодцев и сточных канав.
- Глава девятая рассматривает вопрос о переносе вещей в частных областях с неполным или повреждённым ограждением (крыша, арка, дом с проломом в стене и т. п.)
- Глава десятая рассматривает различные интересные прецеденты, связанные с перемещением предметов в субботу, например, случай с найденными в поле тфилин. В завершение трактата приводятся примеры действий которые традиционно совершались в субботу в Иерусалимском храме, но при этом подпадали под установленные раввинами запреты. В связи с этим, автор Мишны напоминает от имени рабби Шимона, что связанные с эрувами облегчения тоже являются всего лишь обходом раввинских запретов, но не заповедей Торы: «то, что тебе разрешили мудрецы, дано тебе из твоего же».

## Интересные факты
- В Мишне, 1:10 перечислены правила, касающиеся военного отряда в походе: им разрешено реквизировать дрова, не мыть руки перед едой, не отделять десятину от сомнительных продуктов и не совершать эрув.
- В Мишне, 2:5 у таннаев появляется необходимость вычисления квадратного корня из 5000. Они приходят к результату «70 с лишком (ושירים)». Правильный ответ является иррациональным числом, примерно равным 70,71.
- В Мишне, 3:4 и далее упоминается понятие «ослятник-верблюдник» (חמר גמל), соответствующее русскому «ни взад ни вперёд» (осла гонят сзади, а верблюда ведут спереди).
- В Тосефте, 4:6 приводится история о том, как евреи, отбив в субботу нападение язычников, сложили оружие в ближайшем к месту боя помещении, а когда при повторном нападении стали разбирать оружие, возникла свалка, приведшая к жертвам; тогда было постановлено, что в субботу можно уносить оружие домой.
- В Тосефте, 6:11 приводится метод измерения горизонтального расстояния в холмистой местности: человек встаёт у подножия холма и поднимает руку с мерной верёвкой, другой становится выше и держит другой конец верёвки так, чтобы верёвка приняла горизонтальное положение — первый отрезок измерен; затем первый поднимается выше, и процедура повторяется, пока таким образом не измерят весь холм.
- Вавилонская Гемара (21б) приписывает введение эрува царю Соломону.